# William R. Poage
William Robert Poage, född 28 december 1899 i Waco i Texas, död 3 januari 1987 i Temple i Texas, var en amerikansk politiker (demokrat). Han var ledamot av USA:s representanthus 1937–1978.
Poage är begravd på Oakwood Cemetery i Waco i Texas.